# F-плазмида
F-плазми́да, или F-фактор — это конъюгативная эписома клеток Escherichia coli K-12, то есть клеточный элемент, необходимый для одного из типов полового процесса бактерий — конъюгации.

## Общая характеристика F-плазмиды
Размер её кольцевой ДНК составляет 94,5 тысяч пар нуклеотидов. Молекулярная масса F-фактора равна 45⋅106 Да. F-плазмида — эписома со строгим контролем репликации. Попадая в F−-клетки (клетки, не имеющие F-плазмиды до этого), эта плазмида изменяет их фенотипические свойства. Клетки приобретают половые пили (выросты мембраны для коньюгации), а также чувствительность к фагам MS2, f1, f2, Qβ, становятся донорами ДНК, перестают поддерживать развитие фагов ТЗ и Т7. При конъюгации таких клеток блокируется проникновение в них донорной ДНК (проявляется свойство поверхностного исключения).

## Гены F-плазмиды
За конъюгативные свойства F-плазмиды отвечает tra-область генома, в которую входит 24 гена, сгруппированных в три оперона. За автономную репликацию F-плазмиды отвечают rep-гены. За распределение молекул плазмидной ДНК по дочерним клеткам отвечают гены области par. Рядом с областью par находится ген pif, продукт которого исключает развитие в клетке фагов ТЗ и Т7. Структурными компонентами, обеспечивающими интеграцию F-плазмиды в бактериальную хромосому, являются элементы IS2, IS3A, IS3B и Tn1000 (они представляют собой последовательности нуклеотидов), входящие в состав плазмидной ДНК. Они взаимодействуют с аналогичными элементами бактериальной ДНК через сайтспецифическую рекомбинацию и встраиваются в неё в разных местах и направлениях в зависимости от локализации и направления бактериальных элементов. Клетка после интеграции в её ДНК F-плазмиды приобретает свойства Hfr-клетки, то есть способна с высокой частотой направленно передавать свои гены другим клеткам.

## Исключение F-плазмиды и F'-плазмида
F-плазмида, интегрированная в хромосому, может из неё исключаться. При неправильном исключении F-плазмиды образуется F'-плазмида, то есть F-плазмида, содержащая в своём составе гены бактериальной хромосомы. Если при вычленении F'-плазмиды из бактериальной хромосомы хоть какие-то нуклеотиды в tra-опероне выпадают, то образовавшаяся F-плазмида будет неконъюгативной (не сможет входить в клетки-реципиенты). Для сохранения репликонных свойств (способности самовоспроизводиться) F'-плазмида обязательно должна содержать область rep.